# Angélo Tulik
Angélo Tulik (* 2. Dezember 1990 in Moulins) ist ein ehemaliger französischer Radrennfahrer.

## Sportliche Karriere
Angélo Tulik wurde 2009 auf der Bahn französischer Meister in der Mannschaftsverfolgung. Auf der Straße war er zunächst bei Rennen des nationalen Kalenders erfolgreich, so gewann er die Boucles de la Loire. Im Jahr darauf war er bei Nantes Segré und bei einer Etappe von Loire-Atlantique Espoirs erfolgreich. In der Saison 2011 gewann Tulik jeweils eine Etappe bei der Vuelta Ciclista de Chile, dem Circuit des Plages Vendéennes und 2 Jours de Machecoul. Außerdem gewann er die Eintagesrennen Circuit de la Vallée de la Loire und Tour de Rhuys sowie die Gesamtwertung bei Essor Breton.
2012 wurde Tulik Mitglied im französischen Team Europcar, bei dem er bis zu seinem Karriereende blieb. In seinem ersten Jahr dort konnte er eine Etappe der Rhône-Alpes Isère Tour für sich entscheiden. Im Jahr darauf gewann er eine Etappe der Tour des Fjords, sein letzter Sieg war 2014 das Rennen La Roue Tourangelle. Mit einem zweiten Etappenrang und dem sechsten Platz in der Gesamtwertung erreichte er bei der Luxemburg-Rundfahrt 2018 noch einmal ein Spitzenergebnis. 
Nach der Saison 2019 beendete Tulik im Alter von 29 Jahren seine Karriere als Radrennfahrer. 

## Erfolge

### Bahn
2009
- Französischer Meister – Mannschaftsverfolgung mit Jérôme Cousin, Damien Gaudin und Bryan Nauleau

### Straße
2011
- eine Etappe Vuelta Ciclista de Chile

2012
- eine Etappe Rhône-Alpes Isère Tour

2013
- eine Etappe Tour des Fjords

2014
- La Roue Tourangelle

## Grand-Tour-Platzierungen
| Grand Tour            | 2014 | 2015 | 2016 | 2017 |
| --------------------- | ---- | ---- | ---- | ---- |
| Giro d’ItaliaGiro     | 123  | –    | –    | –    |
| Tour de FranceTour    | –    | 91   | DNF  | 89   |
| Vuelta a EspañaVuelta | –    | –    | –    | –    |